# ルイーゼ・ツー・シュトルベルク＝ゲーデルン

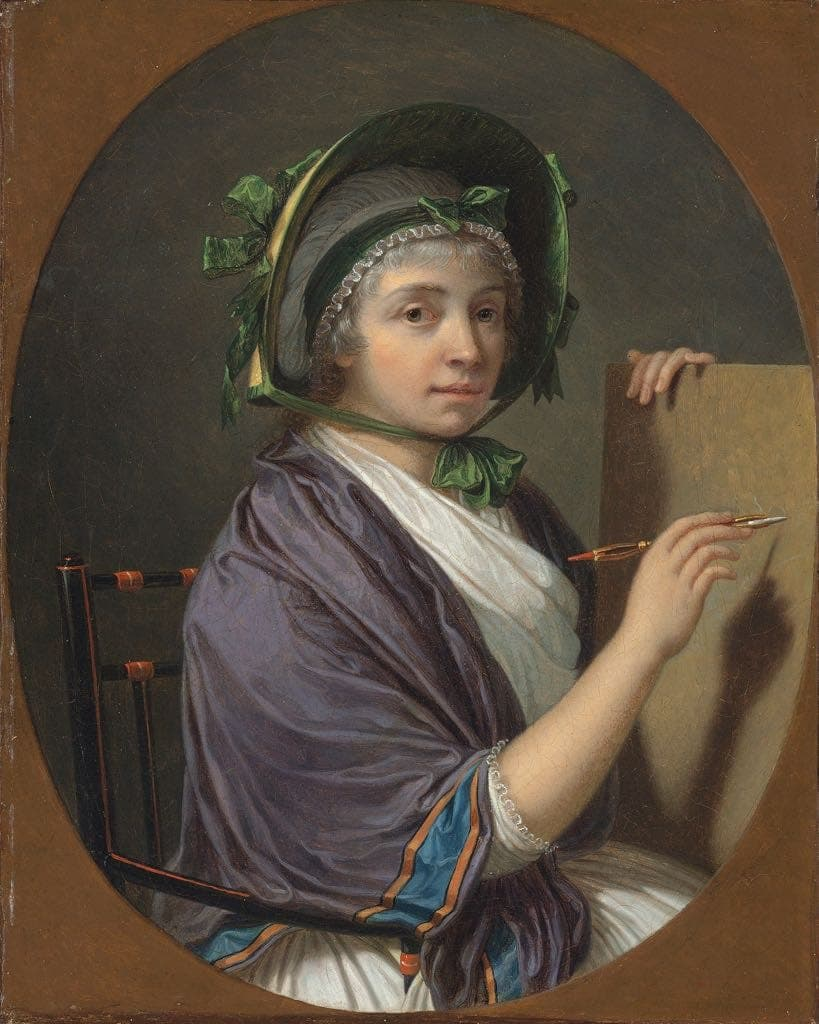
絵を描くルイーゼ、フランソワ＝グザヴィエ・ファーブル画、1796年

ルイーゼ・マクシミリアーネ・カロリーネ・ツー・シュトルベルク＝ゲーデルン（Luise Maximiliane Caroline Prinzessin zu Stolberg-Gedern, 1752年9月20日 - 1824年1月29日）は、ドイツの上級貴族シュトルベルク家の侯女で、イングランド・スコットランドのジャコバイト王位請求者チャールズ・エドワード・ステュアートの妻。オールバニ伯爵夫人（Countess of Albany）の通称で呼ばれた。のち、イタリア人の劇作家ヴィットーリオ・アルフィエーリ伯爵の伴侶となった。

## 生涯
シュトルベルク＝ゲーデルン家の侯子グスタフ・アドルフ（1722年 - 1757年）と、その妻でホルン公マクシミリアンの娘であるエリザベート（1733年 - 1826年）の間の4人の娘たちの長女として、オーストリア領ネーデルラント（現在のベルギー）のモンスで生まれた。神聖ローマ皇帝（ハプスブルク帝国）軍の士官だった父は1757年、7年戦争中のロイテンの戦いで戦死した。ザンクト・ヴァンドル女子修道院（St. Wandru）で育ち、1766年に父の主君だった皇后マリア・テレジアの斡旋により同修道院の修道院長に就任した。しかし修道誓願も済ませていない一介の見習い修道女が修道院長になることには反対が多く、ルイーゼは修道院を去るのを余儀なくされた。その後は、諸侯の娘に相応しい縁談を待つ身となった。
1771年、ルイーゼの妹カロリーネがスペイン貴族の第4代ベリック公爵カルロス・フィツ＝ハメス・ストゥアル（Carlos Fitz-James Stuart, Ducado de Berwick）と結婚した。第4代ベリック公爵は、1688年の名誉革命で王位を追われたイングランド・スコットランド王ジェームズ2世（7世）の庶系の曾孫にあたる人物であり、この縁組によってルイーゼの家族はジャコバイトの亡命者グループと近づくことが出来た。ルイーゼには、ステュアート家の当主にしてジャコバイト王位請求者であるチャールズ・エドワード・ステュアートとの縁談が舞い込んだ。この縁談はフランス政府の支持を受けていた。フランス王ルイ15世はハノーファー家のイギリス王位を認めていたものの、イギリスに対する政治的牽制の一端になると考えてジャコバイトへの支援を続けていたのである。
1772年3月28日にパリにおいて、ルイーゼは32歳年上のチャールズ・エドワードと代理結婚式により結婚した。翌月の4月14日、夫妻はイタリアのマチェラータ（マルケ州マチェラータ県の都市）で初めて面会した。大きな年齢差にもかかわらず、夫妻の結婚生活ははじめのうちは順調だった。夫妻はグレートブリテンの国王ならびに王妃を名乗り、取り巻きに囲まれて暮らした。夫妻は双方とも、この結婚を通じて期待していた願望を叶えることは出来なかった。チャールズは後継ぎを授からず、夫妻を正統なイギリス国王夫妻だとは誰も認めなかった。ステュアート家と非常に密接な関係にあった教皇庁ですら、夫妻をイギリス王家の正統後継者と認めるのを渋った。ルイーゼもまた、この結婚を通じて手に入れようと考えていた、王妃となる栄誉を諦めざるを得なかった。
1774年、夫妻はオールバニ公爵夫妻と名乗り、フィレンツェを訪れた。この時期には、夫婦仲はかなり悪化していた。チャールズはアルコール中毒に陥っており、悲観的な考えに捕われていた。ルイーゼには自信も教養も他人に褒めそやされるような美貌も無く、気まぐれな夫に悩まされていた。夫妻の関係悪化は2人の往復書簡からも読み取れる。ルイーゼの夫への手紙は、夫の気まぐれや過干渉に対する非難に満ちている。
1778年、ルイーゼは作家のヴィットーリオ・アルフィエーリ伯爵と不倫関係になった。アルフィエーリは夫チャールズとは違って教養深く、典雅な立ち居振る舞いを心得ていた。ルイーゼは1780年に夫から虐待を受けたと称してチャールズの許を去り、ローマの修道院に入った。ルイーゼの主張は実証不可能なものだったが、チャールズの若い頃の愛人クレメンティーナ・ウォーキンショーに対する扱いを考えればあり得そうなことではある。ルイーゼは最初は義弟のヘンリー・ベネディクト・ステュアート枢機卿の援助で暮らしたが、やがてアルフィエーリ伯爵との不倫関係が明るみに出るとローマを離れねばならなくなった。ルイーゼは作品数点を自分に献呈してくれた恋人アルフィエーリと同棲し、2人でドイツやフランスの諸都市を転々とした後、フィレンツェに落ち着いた。
チャールズとは1784年、スウェーデン王グスタフ3世の仲介により穏便な形で縁を切ることが出来た（離婚はしないまま1788年に死別）。1803年にアルフィエーリに先立たれた後、アルフィエーリの著作などの遺産を管理しながら、年下のフランス人画家フランソワ＝グザヴィエ・ファーブルと同棲した。死後、遺骸はフィレンツェ市内の墓地に葬られた。